# Bürs
Bürs település Ausztria legnyugatibb tartományának, Vorarlbergnek a Bludenzi járásában található. Területe 24,62 km², lakosainak száma 3 107 fő, népsűrűsége pedig 130 fő/km² (2014. január 1-jén). A település 570 méteres tengerszint feletti magasságban helyezkedik el.

## Fordítás
- Ez a szócikk részben vagy egészben  a   Bürs című angol Wikipédia-szócikk ezen változatának fordításán alapul.  Az eredeti cikk szerkesztőit annak laptörténete sorolja fel. Ez a jelzés csupán a megfogalmazás eredetét és a szerzői jogokat jelzi, nem szolgál a cikkben szereplő információk forrásmegjelöléseként.